# 星のズンダコタ
『星のズンダコタ』（ほしのズンダコタ）は、ひらのあゆによる日本の4コマ漫画作品。『ぱふ』（雑草社刊）にて、1994年（平成6年）4月号から1998年（平成10年）4月号まで連載。

## 内容
四大文明以前に世界を統合していた謎の文明の存在を提唱する森本博士とその弟子の香神壮一郎を巡る物語。劇中では謎の文明は“ズンダコタ文明”と名づけられ、数少ない出土品である“ズンダコタの星”ぐらいしか傍証はないため存在は信じられていない。また提唱者の森本博士も行方不明になったため、香神はズンダコタ文明の前に森本博士も探さねばならない。とはいえ博士の息子ですら文明の実在や博士の行方よりも香神との生活の方が大事な様子。果たして博士と文明の行方は?

## 主な登場人物
香神壮一郎（かがみ そういちろう）
主人公の考古学者。35歳の男性でとある大学に勤めている。ただ本人は性に合わないと言っており、いつでも辞める気持ちはある。両親がズンダコタ文明の捜索中行方不明になったため森本博士に引き取られた。そうした過去から考古学者になり博士に恩を返すためにもズンダコタ文明を探そうと心に誓っている。NHKにて「たのしい発掘」（架空の番組）という教育番組にレギュラー出演している。その際の肩書きはズンダコタ文明研究家となっていることから、学者としての業績はあまり高くないと思われる。非常に冷静沈着であるが、天然ボケな部分もある。ごくまれに悲しいことがあると、一本だけタバコを吸う癖があるが、『フランダースの犬』のパトラッシュを思っての涙だったりする。料理は苦手で味オンチ。長身で二枚目であることから大学にはファンクラブが存在し、森本博士の息子、幹夫や森本博士の妻、まほなど多くの人に好かれている。
森本幹夫（もりもと みきお）
森本博士の息子。15歳。失踪した父を口実に実家を“家出”し、香神と暮らしている。しかしそれは母親公認の家出であり、母親のまほが香神家に来るための口実でもある。常人とは違う感性を持った両親への軽い反発からか、香神を慕う。料理が得意で気も利く美少年。童顔で背の低いことを気にしている。
森本まほ（もりもと まほ）
森本博士の妻であり、幹夫の母親。失踪した夫を深く愛しているが、香神のことも気に入っている。15歳の子供がいるとは思えないプロポーションで、お色気たっぷりの美人。旅行先の温泉で男湯から飛び込んできた森本博士を気に入り、結婚までしてしまったという常人とかけ離れた感性をしている。料理が下手だが、作るのは好きらしい。
森本大幹（もりもと たいかん）
幹夫の父であり、香神の育ての親。58歳の考古学博士。ヒースロー空港で幕の内弁当とサキイカを買おうとしたり（その直後から5年間失踪）、博士号を取る前から博士と呼ばせていたり、わざと頭頂部を剃り落とし博士っぽく見える髪型にしたりと、かなりの変人である。ズンダコタ文明を研究しているうちに、何故か空間を移動するようになる。それが文明の力か本人の力かは劇中では語られなかったが、シャックリのように自分では制御不能と言っていることから、文明の力の可能性が高い。中国で5年ぶりに香神やまほと再会するが、再び姿を消した。まほの手料理を喜んで食べられるくらいの味オンチ。
久保田等（くぼた ひとし）
香神の高校時代からの悪友。TV局に勤めている35歳の男性。ズンダコタ文明や森本博士を捜す香神の手助けをしつつも、結果として5年間で下着泥棒逮捕10件、残留日本兵発見が12件という業績を持つ。その上、ハズレの日本兵発見で特番を作ってしまうちゃっかり者。ノリが軽く陽気な性格をしている。「変わり者が友達にいると楽しい」と言うが、実は類が友を呼んでいる。元スパイのロシア人・ラネフスカヤと結婚していた過去がある。
時沢薫（ときざわ かおる）
香神の後輩の研究員。考古学を専攻している。発掘中にたまたま金鉱を掘り当て大富豪になったが、貧乏性が抜けていない。時沢家は“アンモナイト・グループ”と呼ばれる多国籍企業を経営している。美形の男性で香神を慕っている。
藤堂教授（とうどうきょうじゅ）
森本博士のライバルであり、かつてまほを巡って争った間柄。大の下ネタ好きで、周りが困るのを見て楽しむタイプ。時沢薫が好きで、よくちょっかいを出している。ホモセクシュアルかと思いきや、幹夫と同じくらいの娘がいる。ミステリー好きで、SF好きで、かわいいもの美しいものも大好き。好奇心は非常に強い。
ムジ
本名不明のボヘミアン。多少いかがわしい商売もしつつ、世界を放浪している。世界の民芸品や骨董品を入手しては、香神に鑑定してもらって金に換えている。森本博士とも旧知の仲らしく、失踪中にマングースを貰っている。マングースの名前はマハラジャ。
佐倉玉緒（さくら たまお）
ラーメン屋「さくら」の娘で幹夫の同級生。ちゃきちゃきの江戸っ子でべらんめぇ口調でしゃべる。一人称はオレ。さっぱりした性格で、女子に人気がある。幹夫に惚れており、許嫁だと自分では思っている。UFOや心霊写真、古代文明などが好き。警察に顔が利く。
藤堂マリア（とうどう マリア）
藤堂教授の娘。帰国子女。趣味が藤堂教授と似ていて、かわいいもの美しいものが大好き。美少女であり、本人もそれを自覚している。幹夫に一目惚れし、フィアンセだと自分では思っている。
岩淵教授（いわぶちきょうじゅ）
香神や時沢の勤務する大学の教授。初老の男性。おそらく何らかの責任ある立場。香神の能力を買っており、娘の婿にしようとしたことが73回ある。顔に似合わず軽い性格。太っていることを気にしている。
時沢葵（ときざわ あおい）
薫の妹。大富豪らしく働いてはいないようである。ニューヨークで働いている兄の光から、薫が貧乏くさい行動をしないようにお目付役として派遣された。成り上がったことを十二分に楽しんでいる。
時沢光（ときざわ ひかる）
薫の兄。アンモナイト・グループを仕切るやり手実業家。薫の金鉱を元手に会社を多国籍企業にまで押し上げた人物。薫が貧乏暮らしをすることを良しとしておらず、どうにか上流階級にふさわしい人間にしようとしている。そのため、上流階級のお嬢様を薫のフィアンセとして連れてきた。
二階堂さやか（にかいどう さやか）
光が連れてきた薫のフィアンセ。10歳。独身が長い薫の様子を見てロリコンだと考えた光が選んだ。上流階級らしく細かいことは気にしない。香神を慕う薫をゲイと光が判断したときも結婚の障害とはならないと言い放ったほどの少女。
ラネフスカヤ
久保田の元妻。旅芸人をやっており、久保田と知り合い結婚するも、隠し子が発覚。その上、芸人は仮の姿で、実はロシアのスパイだった。身の危険を感じた久保田は逃げ出した。現在はスパイを辞めて、オペラ歌手になったらしい。まだ久保田のことを気にかけているようで、時折会いに来る。
ソーニャ
ラネフスカヤの娘。久保田の子ではない。明るい美少女。

## 単行本
一迅社からIDコミックスとして復刻版が出版されている。全2巻。
- 第1巻 2005年12月15日初版･ISBN 4758051968
- 第2巻 2005年12月15日初版･ISBN 4758051976